# Adrián de Vries
Adriaen de Vries (La Haya hacia 1556 - Praga 1626) fue un escultor manierista.

## Datos biográficos
Adriaen de Vries (La Haya hacia 1556 - Praga 1626) fue un escultor manierista nacido en los Países Bajos, cuyo estilo internacional sirvió de tránsito desde el Renacimiento hacia el Barroco; sobresalió en el modelado refinado y los fundidos en bronce y en la manipulación de las pátinas y se convirtió en el escultor europeo más famoso de su generación. También sobresalió en la ejecución gráfica.
Nacido en  La Haya en una familia de patricios, su temprana educación es obscura; una sugerencia reciente sugiere un aprendizaje con Willem Danielsz Van Tetrode, conocido en Italia como Guglielmo Fiammingo, un pupilo de Benvenuto Cellini, que había vuelto a los Países Bajos. Otra posibilidad argumenta que fue aprendiz de un orfebre, su cuñado Simon Adriaensz Rottermont. Ambas posibilidades son admisibles en vista del virtuosismo de Vries en la técnica y el fin refinado.
Sin embargo puede ser, que se marchase de casa y viajase a Florencia, donde en el año 1581 es documentado trabajando en el estudio del escultor manierista Giambologna, un norteño como él, y la mayor influencia sobre su trabajo maduro. Tres de "las Virtudes" y alguno de los putti de Giambologna para la Capilla Grimaldi, en San Francesco di Castelletto, Génova (1579), han sido atribuidas a Adriaen de Vries.  En 1586 le llamaron a Milán para ayudar a Pompeo, el hijo del enfermizo Leone Leoni, quien había sucedido al maestro de uno de los talleres de fundición en bronce más grandes de Italia; para Leoni, de Vries proporcionó tres santos heroicamente escalados para el altar mayor de la basílica de San Lorenzo en el Escorial.

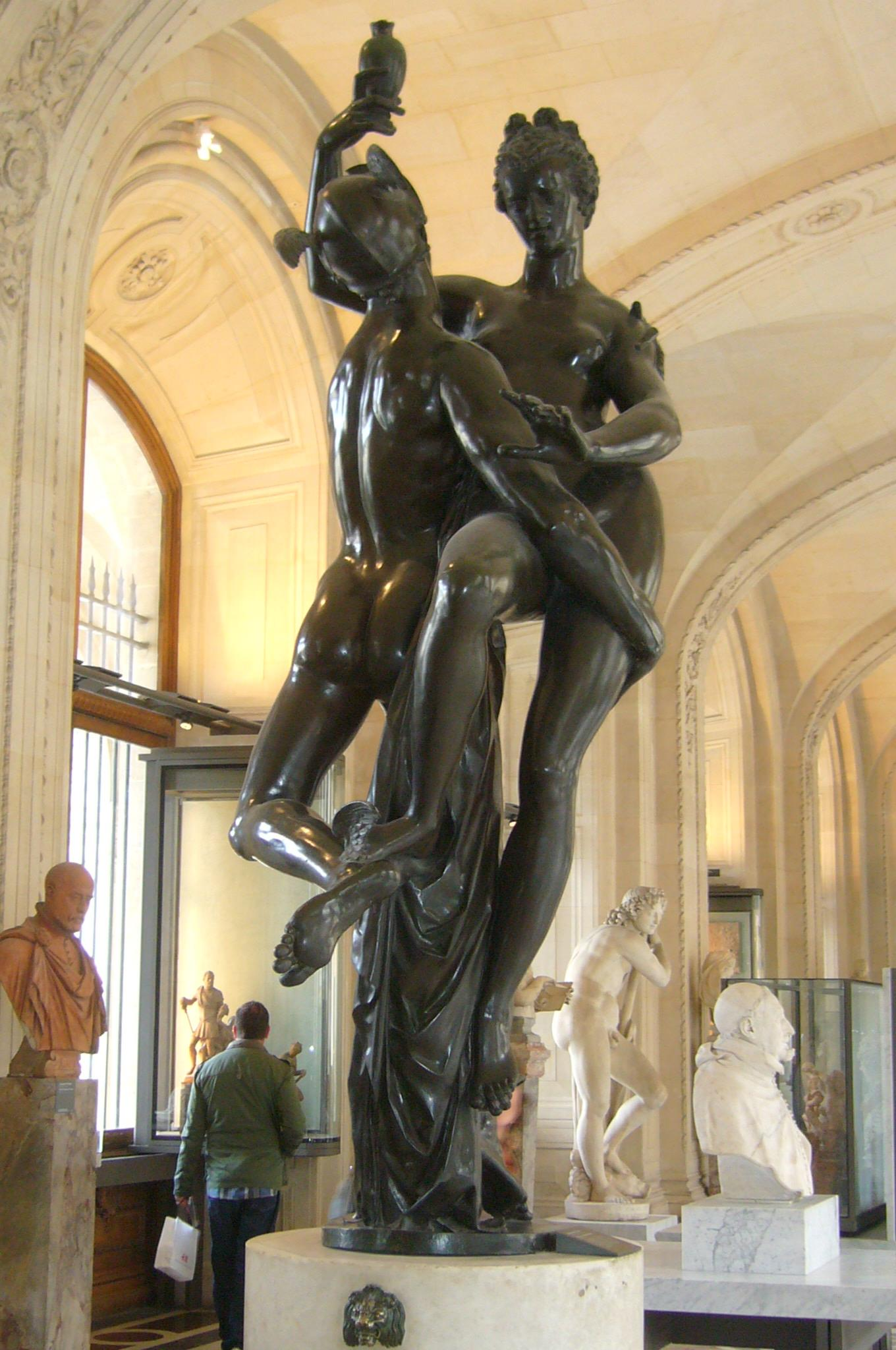
Mercurio y Psyche, 1593. (Museo del Louvre).

Esto condujo a su breve nombramiento como escultor de la corte del yerno de Felipe II, Carlos Emmanuel I,  Duque de Saboya en Turín. En 1589-94 trabajó por primera vez en Praga, haciendo bustos y relieves para el Emperador Rodolfo II.
Estas esculturas ahora están almacenadas en Viena y en el Victoria and Albert Museum, que posee un busto de Rudolf en bajorrelieve. Abandonó Praga en 1594 para una visita de estudios a Roma. Cuando regresó a Alemania ejecutó dos fuentes en 1596 para la ciudad de Augsburg, "Mercurio" " y Hércules y la Hidra ", que todavía pueden ser vistas en Maximilianstraße.

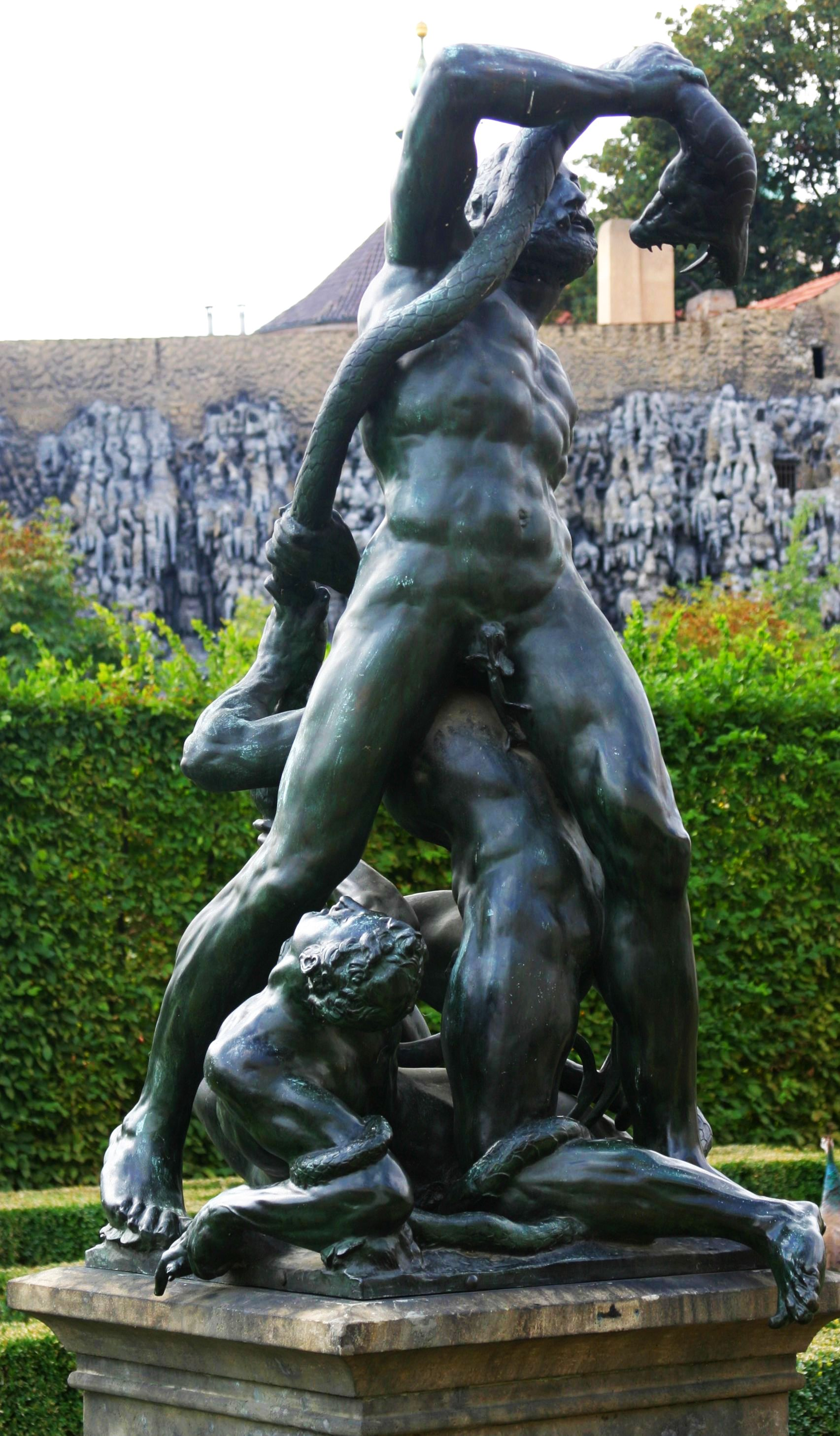
De Vries' reinterpretación del tema de Laoconte; réplica en bronce moderno de los jardines del Palacio Wallenstein, Praga.

De Vries regresó en 1601 a Praga, donde Rodolfo le hizo "Kammerbildhauer". Permaneció en Praga después de la muerte de este personaje en 1612, aunque la corte Imperial volviera a Viena, hasta su propia muerte en 1626. Durante este último período encontró un nuevo patrón en el Príncipe de Liechtenstein y recibió comisiones de escultura de varias ciudades alemanas; también le encargaron una fuente de Neptuno para los jardines del rey de Dinamarca, en el palacio real de Frederiksborg. Una de las estatuas de esta fuente está expuesta ahora en el Rijksmuseum.
En Stadthagen, Baja Sajonia, en el Mausoleo del Príncipe, se encuentra el monumento della resurrección diseñado por De Vries alrededor de 1620. Es la única de sus obras conservada en su contexto original.
La Najad del Rijksmuseum es la única escultura de Vries que fue fundida en los Países Bajos, su tierra natal, donde apenas se le conocía, hasta la exposición montada por el Rijksmuseum, el Nationalmuseum de Estocolmo y el J. Paul Getty Museum, en 1999. La colección más grande de esculturas de de Vries hoy día, se encuentra en Estocolmo; allí el " Museo de Vries ", abierto en 2001, alberga catorce esculturas dentro del Palacio de Drottningholm, a las afueras de la ciudad. Su presencia en Suecia es el resultado del saqueo de Praga en la fase final de la Guerra de los Treinta Años, cuando los suecos se llevaron lo que quedaba de las enormes colecciones de Rodolfo, y tomaron muchas estatuas, en particular las que adornaban los jardines del Palacio del duque Albrecht von Wallenstein en Malá Strana. Actualmente se ha restaurado con la instalación de réplicas en bronce en el Palacio de Wallenstein de Praga, sede del senado checo. Otro trabajo famoso de Vries que también se encuentra ahora en Drottningholm es la fuente de Néptunus, hecha para el Palacio Fredetiksborg, Dinamarca. Estas esculturas fueron tomadas como botín de guerra durante en el conflicto entre Dinamarca y Suecia de los años 1658 a 1660.
En parte como resultado de la inestabilidad provocada por la Guerra de los Treinta Años y la dispersión de sus obras principales, además del cambio de gustos estilísticos, Adriaen de Vries no tuvo ningún seguidor directo.

## Galería
Obras de Adrián de Vries en Chequia:

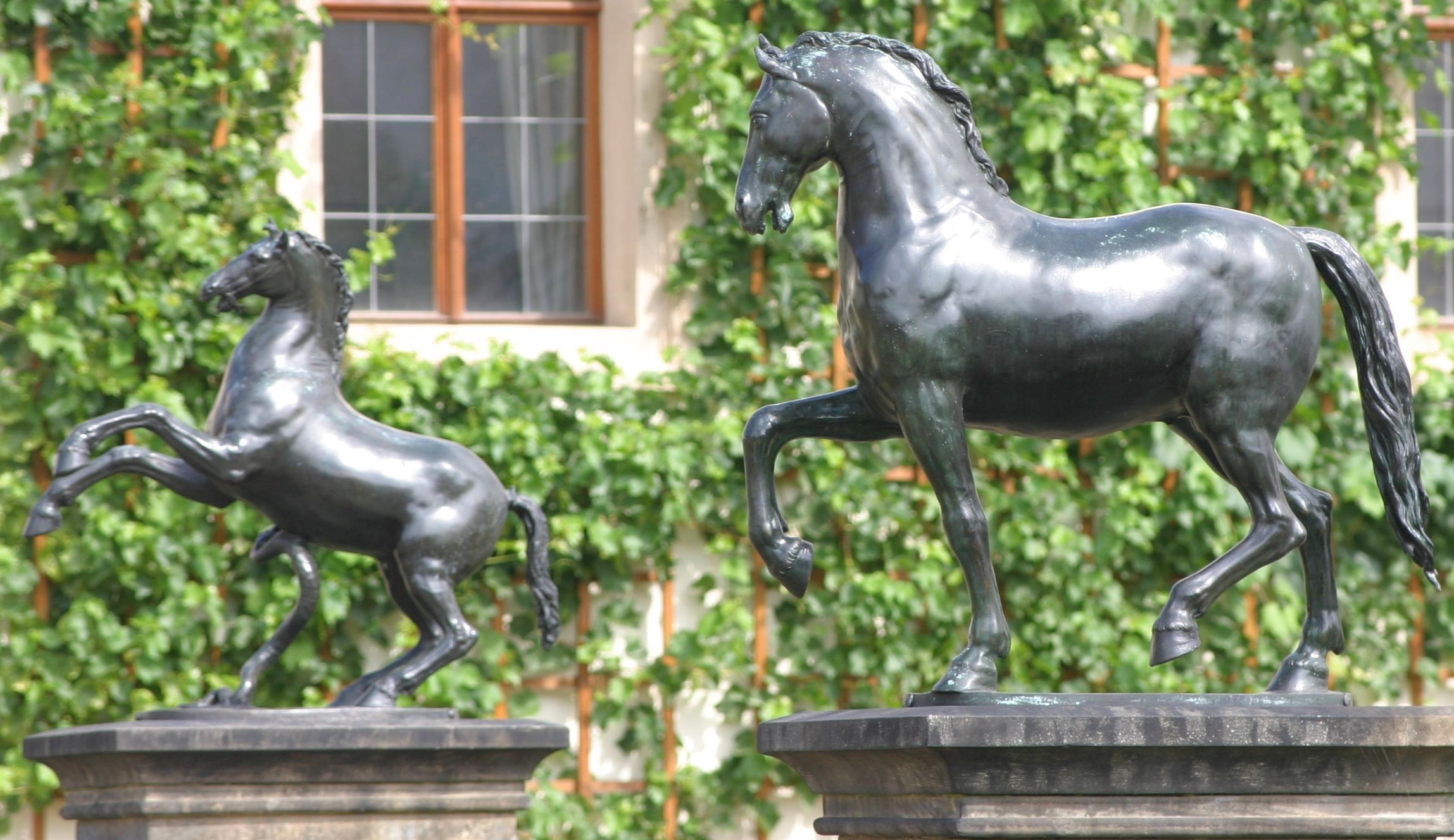
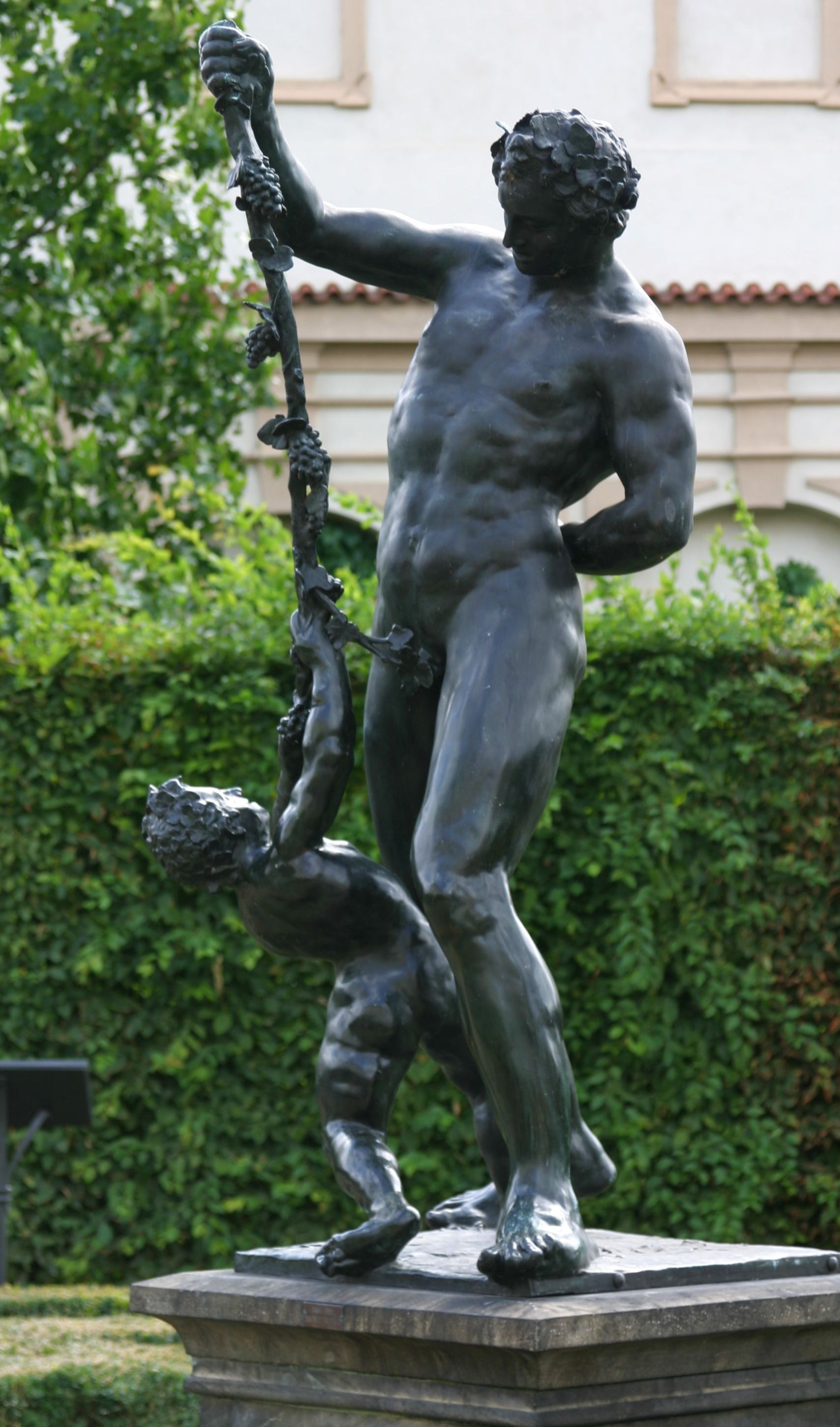
Bacu
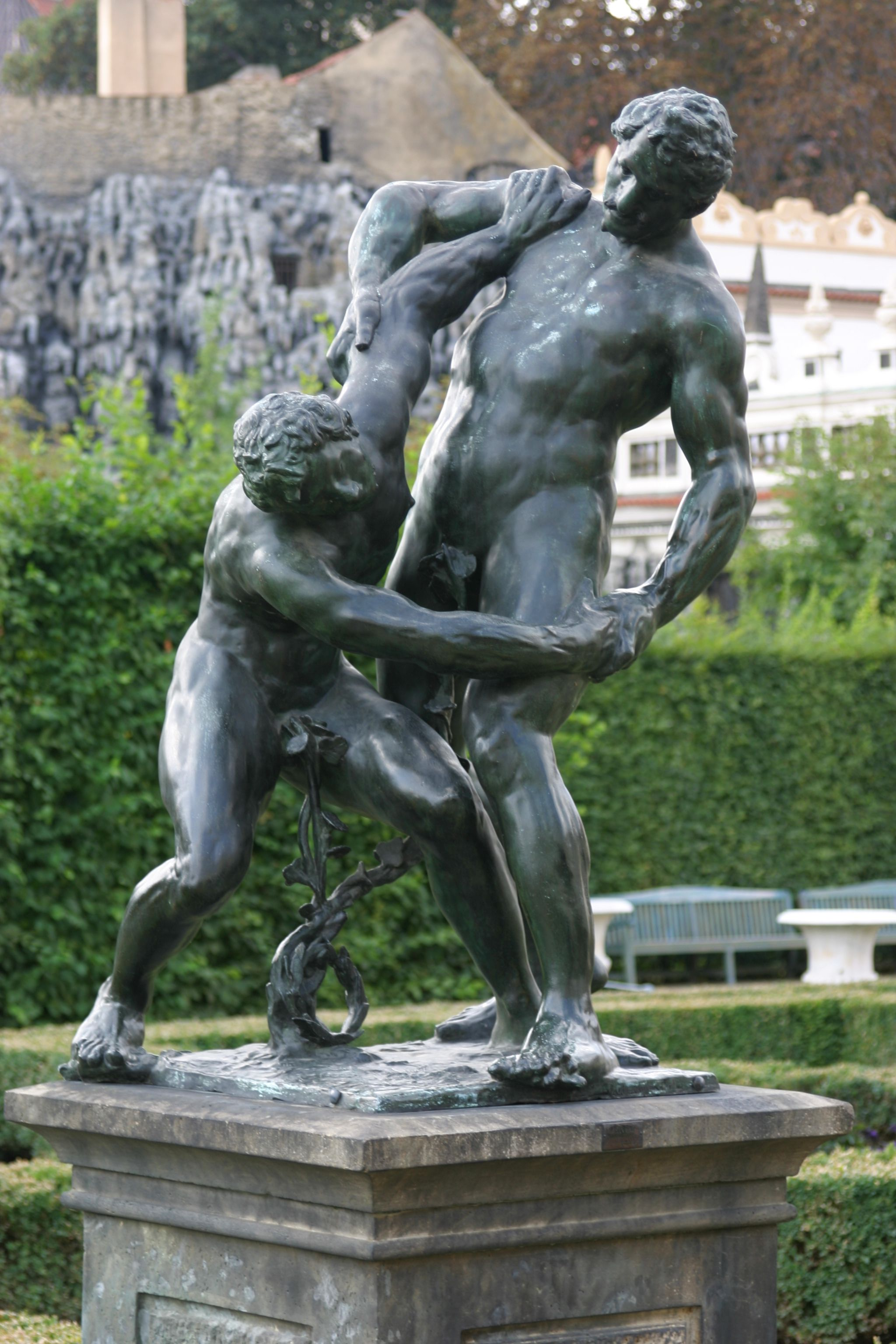
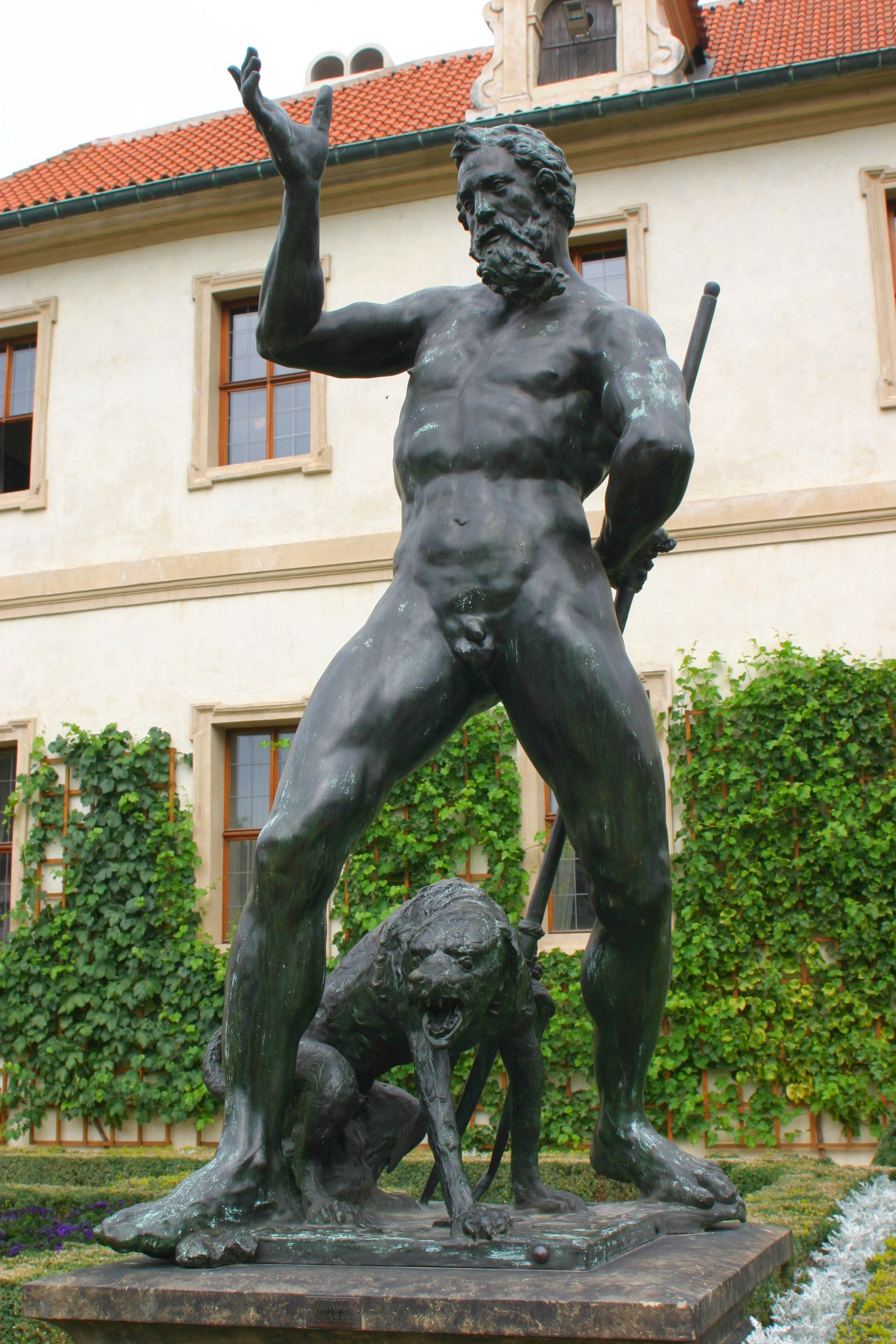
Neptuno
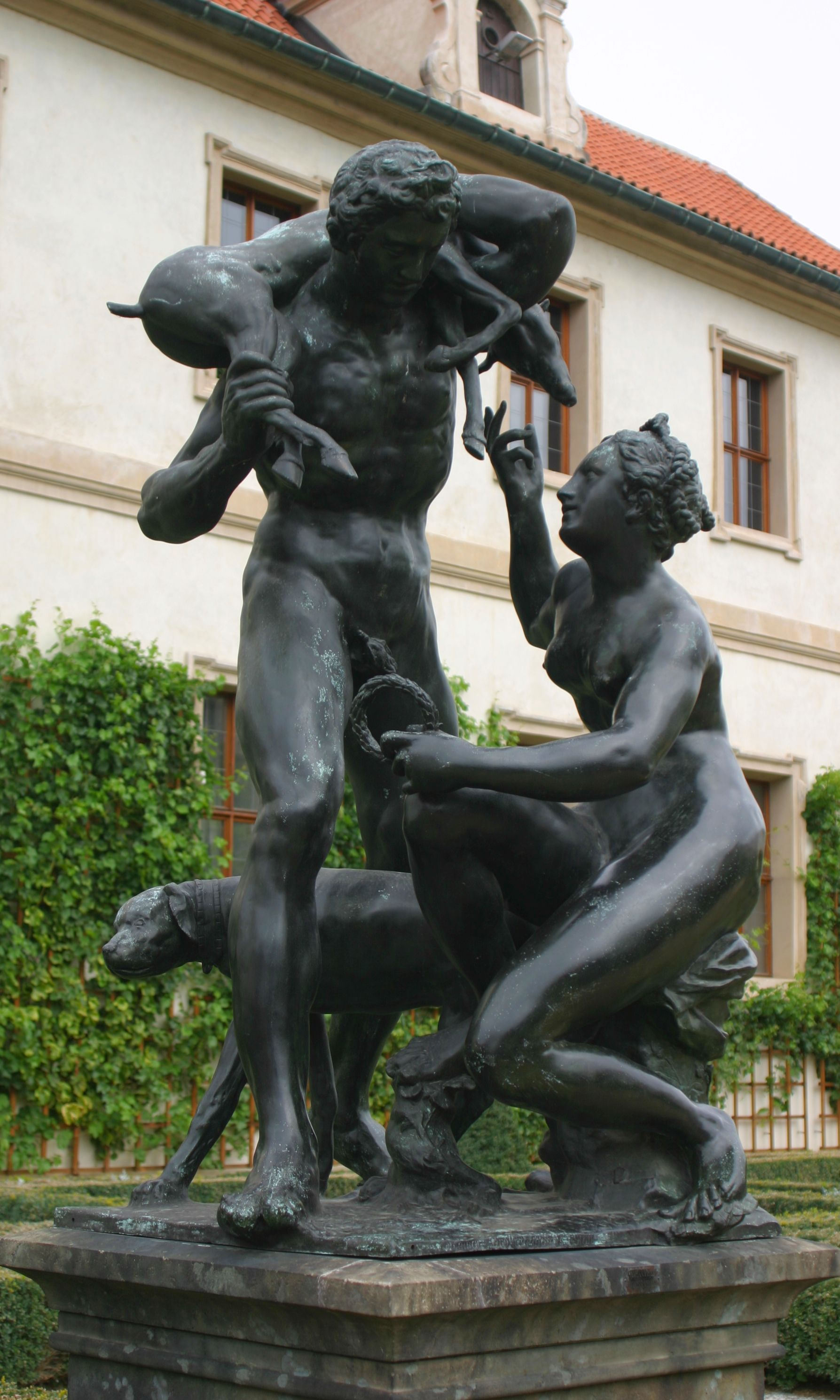
Venus y Adonis
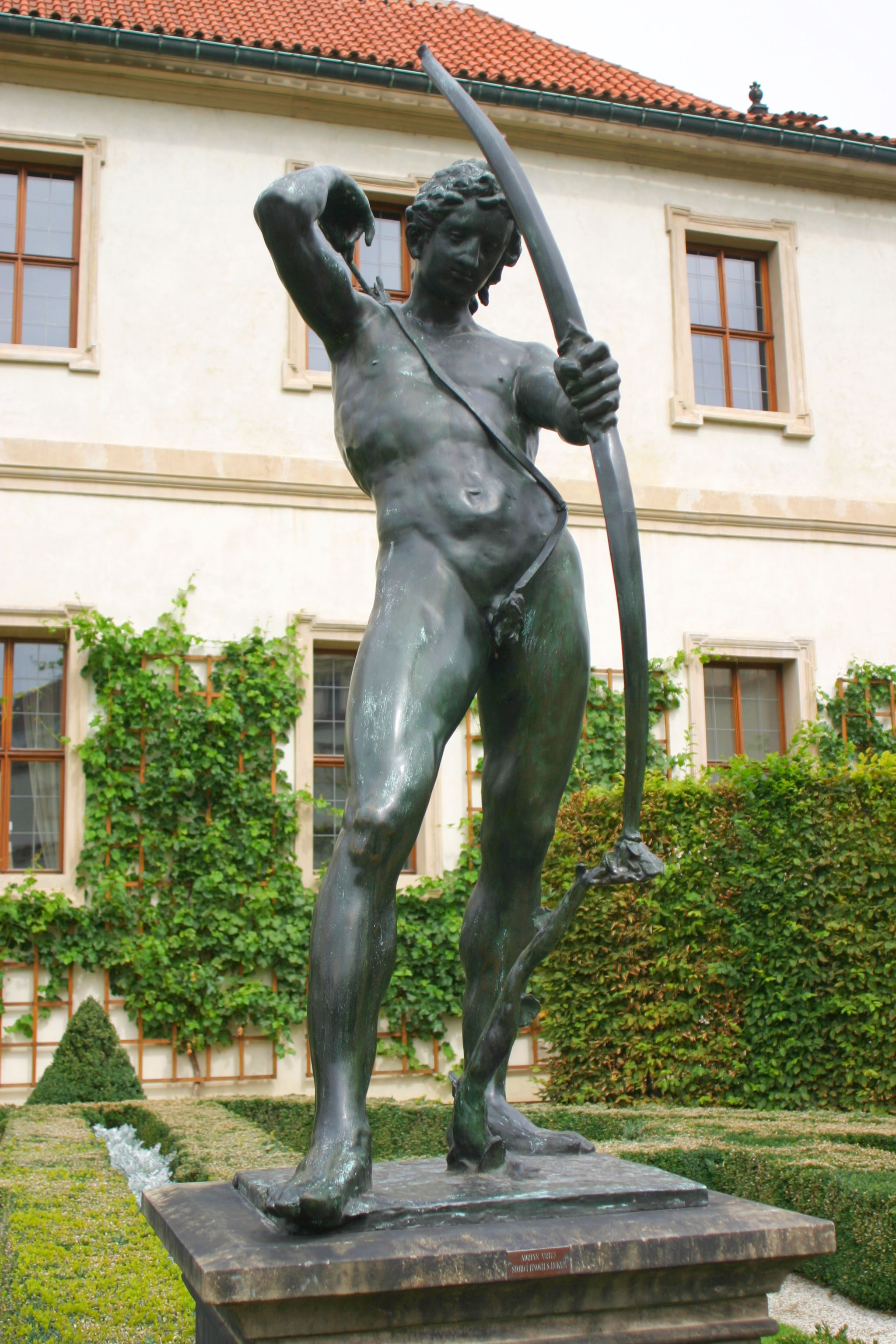
Apolo

## Ampliación bibliográfica
- Scholten, Frits. Adriaen de Vries 1556-1626: Imperial Sculptor (Zwolle: Waanders) 1999.

- Datos: Q367968
- Multimedia: Adriaen de Vries / Q367968